# Neoepinnula americana
Neoepinnula americana és una espècie de peix pertanyent a la família dels gempílids.

## Descripció
- Pot arribar a fer 22 cm de llargària màxima.
- Flancs platejats, dors marró, la primera aleta dorsal negrosa, la cavitat bucal pàl·lida i la cavitat branquial de pàl·lida a fosca.
- 27 espines i 17-20 radis tous a l'aleta dorsal i 3 espines i 17-20 radis tous a l'anal.
- Té dues línies laterals als flancs, totes dues tenint llur origen sobre l'angle superior de l'obertura branquial.[6][7]

## Hàbitat
És un peix marí i bentopelàgic que viu entre 184 i 457 m de fondària i entre les latituds 31°N-3°N i 94°W-49°W.

## Distribució geogràfica
Es troba a l'Atlàntic occidental: el golf de Mèxic, el canal de Yucatán, Veneçuela, Surinam i el sud del Brasil.

## Observacions
És inofensiu per als humans.